# غريغوري تشاو
غريغوري تشاو (بالإنجليزية: Gregory Chow)‏ هو اقتصادي أمريكي، ولد في 25 ديسمبر 1930 في غوانغدونغ في الصين.